# Verbalizzazione
La Verbalizzazione è l'atto del tradurre in forma scritta il contenuto di quanto viene espresso oralmente, redigendo un processo verbale.

## Metodi
Vi sono sostanzialmente due modi per trascrivere un eloquio:
- Parola per parola, come sotto dettatura
- Trattandolo sintatticamente, dando il senso della scansione ritmica dell'eloquio con una pulizia delle ripetizioni e degli orpelli del parlato, come anche in forma sintetica riprendendo gli aspetti concettuali delle frasi e del pensiero riformulandoli nella loro essenzialità. Può essere riportato in modo integrale, oppure trasformato in un prodotto testuale, trattato sintatticamente.